# كاثلين إل. مارتن
كاثلين إل. مارتن (بالإنجليزية: Kathleen L. Martin)‏ هي ضابطة وممرضة أمريكية، ولدت في 14 يناير 1951 في أرنولد في الولايات المتحدة.